# Пильмайер, Тимо
Ти́мо Пи́льмайер (нем. Timo Pielmeier; 7 июля 1989, Деггендорф, Германия) — немецкий хоккеист, вратарь. Игрок сборной Германии.

## Биография
Воспитанник мангеймской школы хоккея, выступал за молодёжную команду «Маннхаймер» в юношеском чемпионате Германии. В 2006 году был в заявке команды «Кёльнер Хайе», но в высшей лиге так и не дебютировал. С 2007 по 2009 год выступал в Главной юниорской хоккейной лиге Квебека за команды «Сент-Джонс Фог Девилз» и «Шавиниган Катарактез». Сезон 2009/10 провёл в команде лиги Восточного побережья «Бейкерсфилд Кондорс».
С 2010 по 2012 год являлся игроком клуба НХЛ «Анахайм Дакс». Выступал за команду «Сиракьюз Кранч» в Американской хоккейной лиге и «Эльмира Джекэлз» в лиге Восточного побережья. В национальной хоккейной лиге за «Анахайм» сыграл 1 матч, на льду провёл 40 минут и пропустил 5 шайб.
В сезоне 2012/13 выступал во второй лиге Германии за команду «Ландсхут Каннибалс». В 2013 году стал игроком команды высшей лиги «Ингольштадт». В 2014 году вместе с командой стал чемпионом страны.
Выступал за юниорскую и молодёжную сборные Германии. В 2015 году дебютировал на чемпионате мира за основную национальную команду.